# أندرونيقوس (بابا الإسكندرية)
 أندرونيقوس الأول بابا الإسكندرية وبطريرك الكنيسة القبطية رقم 37 (616م - 623م).

## حياته ونشأته
- المدينة الأصلية له : الأسكندرية
- الاسم قبل البطريركية : أندرونيقوس
- تاريخ التقدمة : 24 كيهك 332 للشهداء - 20 ديسمبر 616 للميلاد
- تاريخ النياحة : 8 طوبه 339 للشهداء - 3 يناير 623 للميلاد
- مدة الإقامة على الكرسي : 6 سنوات و14 يوما
- محل إقامة البطريرك : الأنجيليون بالأسكندرية
- محل الدفن : المرقسية بالإسكندرية
- الملوك المعاصرون : هيرقل الأول
- من عائلة عريقة في المجد، تعلم وتهذب ودرس الكتب المقدسة وبرع في معرفة معانيها، ونظراً لعلمه وتقواه وتصدقه على الفقراء رسموه شماسا ثم اتفق الرأى على اختياره بطريركاً.
- نالت الكنيسة في عصره اضطهادات كثيرة لأن الفرس قد غزوا البلاد وقتلوا الكثيرين من المسيحيين وخاصة الرهبان... إلى أن انتصر عليهم هرقل وطردهم من البلاد.
- سار البابا سيرة فاضلة إلى أن أكمل سعيه بعد ست سنين على الكرسي المرقسى فتنيَّح بسلام.

تعيد الكنيسة بنياحته في الثامن من شهر طوبه.
صلاته تكون معنا آمين.
- السيرة كما ذكرت في كتاب السنكسار

نياحة البابا اندونيقوس ال37 (8 طوبة)
في مثل هذا اليوم من سنة 617 م تنيَّح الأب القديس الأنبا أندرونيقوس بابا الإسكندرية السابع والثلاثون. كان هذا الأب من عائلة عريقة في المجد. وكان ابن عمه رئيسا لديوان الإسكندرية، فتعلم وتهذب ودرس الكتب المقدسة وبرع في معرفة معانيها. ونظرا لعلمه وتقواه وتصدقه علي الفقراء رسموه شماسا، ثم اتفق الرأي علي اختباره بطريركا. وان لم يسكن الديارات كما فعل السلف الصالح، وظل في الإسكندرية طوال أيام رئاسته، غير مهتم بسطوة الملكيين. ولكن الجو لم يصف له لأن الفرس قد غزوا بلاد الشرق وجازوا نهر الفرات، واستولوا علي حلب وإنطاكية وأورشليم وغيرها، وقتلوا وأسروا من المسيحيين عددا كبيرا. ثم استولوا علي مصر وجاءوا إلى الإسكندرية وكان حولها ستمائة دير عامرة بالرهبان فقتلوا من فيها ونهبوها وهدموها. فلما علم سكان الإسكندرية بما فعلوا فتحوا لهم أبواب المدينة ورأي قائد المعسكر في رؤيا الليل من يقول له قد سلمت لك هذه المدينة فلا تخربها، بل اقتل أبطالها لأنهم منافقون. فقبض علي الوالي وقيده. ثم أمر أكابر المدينة أن يخرجوا إليه رجالها من ابن ثماني عشرة سنة إلى خمسين سنة، ليعطي كل واحد عشرين دينارا وبرتبهم جنودا للمدينة. فخرج إليه ثمانون آلف رجل. فكتب أسماءهم ثم قتلهم جميعا بالسيف. وبعد ذلك قصد بجيشه الصعيد فمر في طريقه بمدينة نقيوس وسمع أن في المغائر التي حولها سبعمائة راهب فأرسل من قتلهم. وظل يعمل في القتل والتخريب إلى أن انتصر عليه هرقل وطرده من البلاد. أما الأب البطريرك فإنه سار سيرة فاضلة. وبعد ما أكمل في الرئاسة ست سنين تنيَّح بسلام.
- السيرة بحسب "سير القديسين والشهداء في الكنيسة القبطية الأرثوذكسية"

كان شماسًا في كنيسة الإنجيليين بالإسكندرية، عائلته من مقدمي الشعب، وكان تقيًا محبًا للفقراء وعالمًا. جلس على كرسي مار مرقس الرسول بعد البابا أنسطاسيوس عام 614م، في عهد هرقل قيصر، وبقيّ على الكرسي حوالي ست سنوات. بسبب شرف عائلته لم يستطع الملكيون منعه من الدخول إلى الإسكندرية، فكان حَر الحركة، لم يقطن في دار البطريركية الملحق بالكنيسة وإنما اكتفى بالسكنى في قلاية ملحقة بكنيسة الإنجيليين، عاش فيها كل أيام باباويته، وقد تمتعت الكنيسة في بدء سيامته بالسلام حتى استولى كسرى ملك الفرس على مصر عام 620م في نهاية حياته، فرأى البابا ما حلَ بالمصريين من ضيق بيد الفرس، فكان يئن مع أنات شعبه، ينتقل بينهم يواسي الحزين، يضمد جراح المكلوم. متاعب الفرس إذ حلَ الجيش الفارسي بالبلاد كان يهيم ليخرب بلا هدف سوى الخراب في حد ذاته، فقد هاجموا الأديرة المحيطة بالإسكندرية وحطّموها تمامًا، وشتّتوا الرهبان القاطنين فيها. بعد ذلك اتجهوا إلى الإسكندرية حيث أعلن كسرى ملك الفرس أنه يود التفاهم مع المصريين، فجمع 80.000 من الشباب والرجال، ما بين الثمانية عشرة والخمسين ثم أحاط بهم الجيش وأبادهم تمامًا. انطلق الجند يقتلون الناس ويحطمون البيوت ويخربون القرى، ولم يقف الأمر عند هذا فقد أراد الملك أن يتدخل في الكنيسة وهو من عباد الشمس فطلب من المسيحيين أن يعتنقوا النسطورية التي حرمها مجمع أفسس المسكوني (راجع البابا كيرلس الكبير)، وإذ رفض الأقباط ذلك صار يضطهدهم. تنيح في 8 شهر طوبة.
- معلومات إضافية

جلس على الكرسي بعد البابا انسطاسيوس في أمشير 332 ش وسنة 616 م في عهد هرقل قيصر. وكان عالِما غنيا جدا، محبا للصدقة، شماسا في كنيسة الإنجيليين. وكان أهله من مقدمى المدينة. ومن اجل قوة سلطانه لم يقدر الهراطقة أن يخرجوه من الإسكندرية إلى الأديرة، فأذنت له الحكومة بالبقاء في الإسكندرية بغاية ما يكون من الحرية، فجلس في قلاية في بيعة الإنجيليين أيامه كلها. ولذلك عَمَّ السلام أروقه على الكنيسة المصرية طول حياته.
وفي نهاية فترته عرف شخص يدعى بنيامين من دير قنوبوس، وكان بنيامين يتزايد كل يوم في الفضيلة حتى كان وجهه يتلألأ كوجه ملاك، ولكثرة إعجاب معلمه به أخذه ومضى به إلى البابا أندرونيقوس. فلما رأى البابا نعمة السيد المسيح عليه أبقاه لديه، ثم رسمة قسيسا وصَيَّره وكيلا له، وفرح به فرحا عظيما؟ ولما دنت نياحته أوصى أن يكون بعده، ثم تنيَّح البابا أندرونيقوس بعد ما قضى على كرسي البطريركية ست سنين، ورأى اضطهاد الفرس الكريه للمسيحيين، وصبر على ما حل به. وتنيَّح شيخا وهو حافظ الأمانة الأرثوذكسية المستقيمة أمانة أبائه وكانت نياحته في 8 طوبة سنة 338 ش وسنة 622 م.